# 蔡國琳

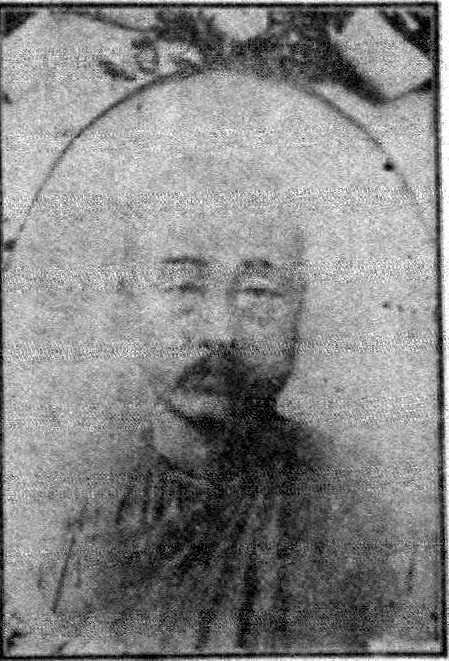
蔡國琳肖像

蔡國琳（1843年10月27日—1909年8月），字玉屏，號春巖:285、遺種叟:62:352，臺灣府臺灣縣（今臺灣臺南市）人，祖籍福建泉州府晉江縣，世居臺灣府治仁厚境街（今臺南市中西區開山路151巷9號）:352，古典文人，曾與許南英組織浪吟詩社。

## 生平
蔡國琳道光二十三年九月五日（1843年10月27日）出生:352，祖父蔡福為生員，父蔡觀瀾為廩生，曾任候補同知:352。蔡國琳咸豐八年（1858年）:352-35316歲取時得秀才資格，後於23歲補為廩生:285，同治十三年（1874年）與楊士芳、王藍玉等人籌建延平郡王祠:353，該祠落成後擔任董事:15並於祠內教課:313，學生包含後來組織瀛社的林湘沅（林馨蘭）、謝汝銓，日治時期的報紙有「玉屏夫子始教於延平王祠，余即往從受業焉」「十年絳帳鄭祠中，靜夜窮經燭出紅」之句:15。
光緒八年（1882年）中舉人第3名:313，與林紓同榜，中舉後任國史館校尉，其後返回臺灣擔任文石書院教諭，光緒十七年（1891年）執教蓬壺書院:353，並在臺南育嬰堂及恤嫠局（臺灣日治時期後改為臺南慈惠院）任主事一職，亦受命擔任《臺灣通志》采訪:313。當時臺南有秀才蔡夢熊:320，在文壇上與蔡國琳旗鼓相當，而有「蔡家兩雄」的說法:54。
乙未戰爭爆發期間，蔡國琳攜帶家眷內逃至廈門，後回臺灣:353，1896年臺南縣知事磯貝靜藏欲編纂《臺南縣志》，聘蔡國琳為委員，翌年獲贈紳章:286，並擔任臺南縣參事，1900年參加揚文會後，認為「後進之士能日進學藝，必須讓其學習」，遂召集人士舉行會議，以「播布新學藝為趣旨」在臺南組織「新學會」。蔡國琳等人募集一群40歲左右的秀才、廩生和貢生等為會員，學習新學問:180。1906年連雅堂（連橫）、趙鍾麒（趙雲石）等人創辦詩社「南社」，其任第一任社長:63。1909年8月，蔡國琳病逝:286:353。

## 著作
著有《叢桂齋詩鈔》四卷。之後其子蔡鷺生將蔡國琳遺著及藏書悉數賣給企業家何義:353。

## 子女
蔡國琳有獨生女蔡碧吟，為詩人、書法家，有「赤崁女史」之稱。